# Université Crandall
L'Université Crandall (anglais : Crandall University) est une université chrétienne évangélique baptiste située à Moncton (Nouveau-Brunswick), au Canada. Elle est affiliée à la Canadian Baptists of Atlantic Canada (en) (Ministères baptistes canadiens).

## Histoire

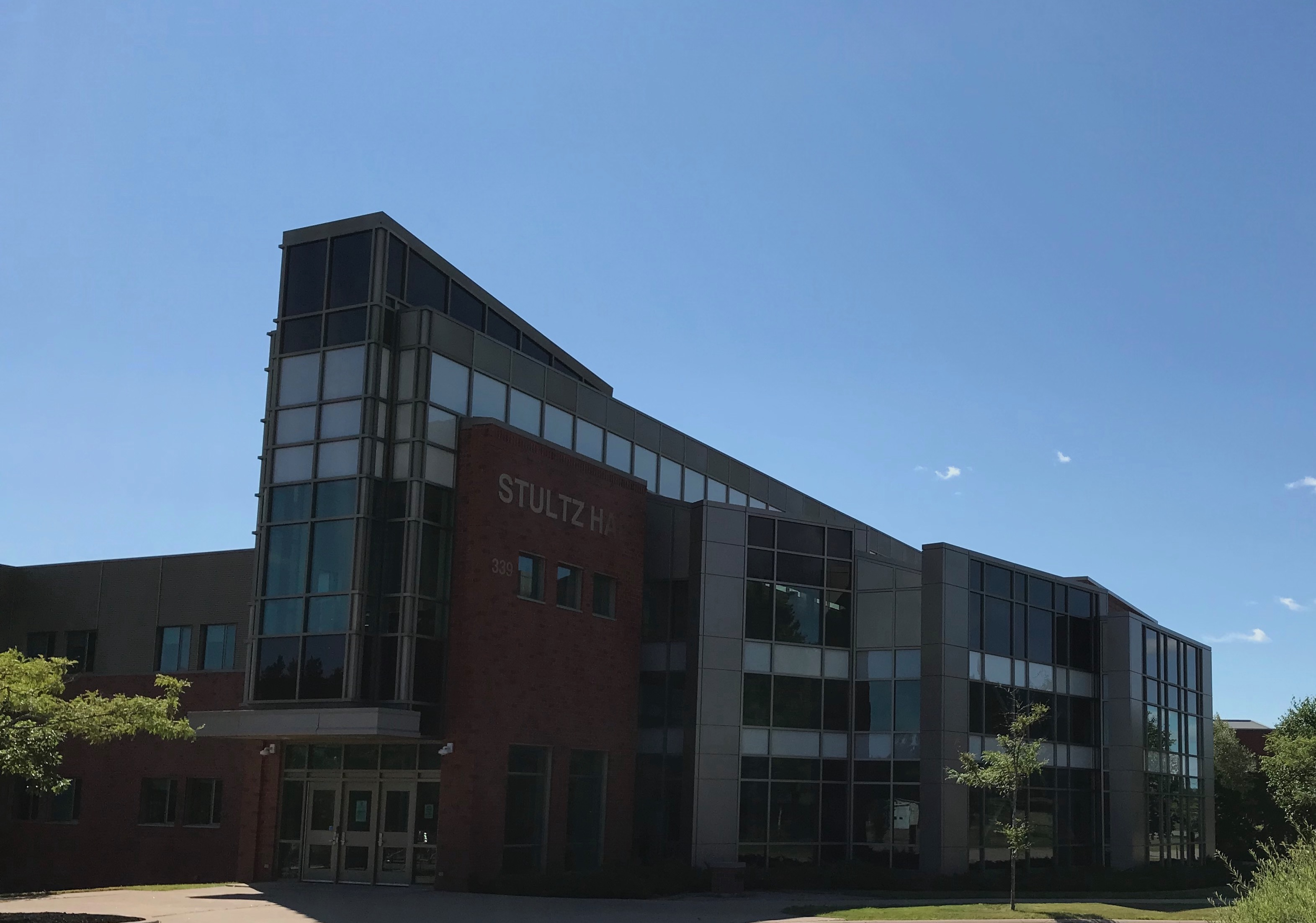
Campus.

L'université a été fondée en 1949 sous le nom de "United Baptist Bible Training School" par les Canadian Baptists of Atlantic Canada, une union régionale des Ministères baptistes canadiens . En 1970, elle a pris le nom d’"Atlantic Baptist College". En 1996, elle a inauguré un nouveau campus et a été renommée "Atlantic Baptist University". En 2009, elle a pris le nom de "Crandall University", en l’honneur du pasteur Joseph Crandall, le premier président de la New Brunswick Baptist Association en 1822.

## Affiliations
L’université est affiliée à la Canadian Baptists of Atlantic Canada (en) (Ministères baptistes canadiens). Elle est membre du Conseil pour les collèges et universités chrétiens.